# Жичицкое сельское поселение
Жичицкое сельское поселение — упразднённое муниципальное образование в составе Демидовского района Смоленской области России.
Административный центр — деревня Жичицы. На территории поселения находились 10 населённых пунктов.
Образовано Законом Смоленской области от 28 декабря 2004 года. Упразднено Законом Смоленской области от 28 мая 2015 года с включением всех входивших в него населённых пунктов в Титовщинское сельское поселение

## Географические данные
- Общая площадь: 103,6 км²
- Расположение:  юго-западная часть Демидовского района
- Граничит:
  - на севере — с Дубровским сельским поселением
  - на востоке — с Титовщинским сельским поселением
  - на юге — со Смоленским районом
  - на западе — с Руднянским районом
- Крупные реки: Вятша.

## Экономика
Сельхозпредприятия, магазины.

## Населённые пункты
В состав поселения входили следующие населённые пункты:
- Деревня Жичицы — административный центр
- Башки, деревня
- Брюковщина, деревня
- Гуры, деревня
- Кашкурино, деревня
- Кисляки, деревня
- Краськи, деревня
- Ласьки, деревня
- Михалево, деревня
- Сельцо, деревня

Общая численность населения — 299 человек.